# Enrico Brignola
Enrico Brignola (* 8. Juli 1999 in Caserta) ist ein italienischer Fußballspieler.

## Karriere

### Verein
Enrico Brignola begann seine Karriere in der Jugend von Benevento Calcio. In der Saison 2015/16 wurde der Flügelstürmer an AS Rom verliehen, kehrte danach jedoch zu seinem Stammverein zurück. Am 17. September 2016 bestritt er gegen Latina Calcio 1932 sein erstes Spiel in der Serie B. Nach dieser Saison qualifizierte sich Benevento erstmals für die Serie A. In der höchstklassigen italienischen Liga debütierte Brignola am 3. Dezember 2017 in einem denkwürdigen Spiel gegen den AC Mailand. Sein Verein hatte die ersten 14 Spiele in der Liga verloren und dabei einen europäischen Minusrekord aufgestellt. In diesem Spiel gelang Brignolas Verein ein 2:2-Unentschieden, womit er seinen ersten Punkt in der Serie A feierte. Sein erstes Tor in der Serie A erzielte Brignola am 6. Januar 2018 im Heimspiel gegen Sampdoria Genua, das Benevento mit 3:2 gewann.
Nach dem Abstieg Beneventos aus der Serie A wechselte Enrico Brignola zum Erstligisten Sassuolo Calcio.

### Nationalmannschaft
Am 21. März 2018 absolvierte Brignola gegen Griechenland sein erstes Spiel für die U-19-Junioren Italiens.